# 利佩茨克區

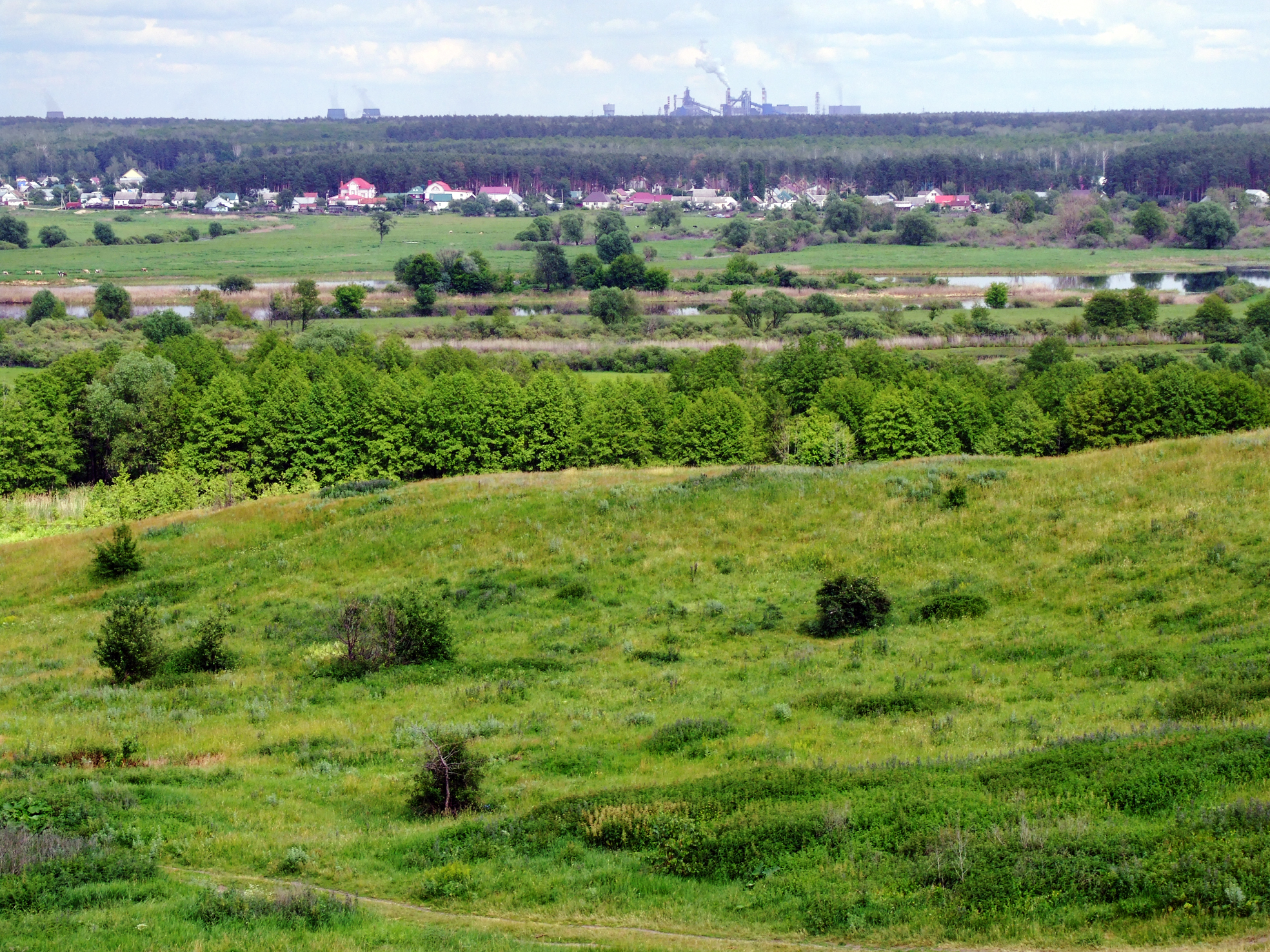

52°37′N 39°36′E / 52.617°N 39.600°E
利佩茨克區（俄语：Липецкий район），是俄羅斯的一個區，位於該國西部，由利佩茨克州負責管轄，面積1,510平方公里，2010年該區人口49,258，人口密度每平方公里32.62人。